# اوبینا (بازیکن فوتبال)
مانوئل د بریتو فیلو (به پرتغالی: Manoel de Brito Filho) معروف به اوبینا (Obina) بازیکن فوتبال در پست مهاجم اهل برزیل است که در شهر Vera Cruz، باهیا و در تاریخ ۳۱ ژانویهٔ ۱۹۸۳ به دنیا آمده‌است.

## باشگاهی
اوبینا در تیم فوتبال باشگاه فوتبال الاتحاد عربستان سعودی، فلامینگو، پالمیراس، اتلتیکو مینیرو، باشگاه فوتبال شاندونگ لیونگ و ماتسوموتو یاماگا سابقهٔ حضور دارد.